# Andrew Stroukoff
Andrew George Stroukoff (* 27. April 1950 in Trenton, New Jersey) ist ein ehemaliger US-amerikanischer Eiskunstläufer.
Zusammen mit seiner Eistanzpartnerin Susan Kelley trat Stroukoff für den Skating Club of Boston an. Ihren ersten Erfolg feierten sie 1975 mit dem Gewinn der Eastern Championship. Bei den US-amerikanischen Meisterschaften belegten sie im Eistanz in den Jahren 1976 und 1978 den dritten Platz, 1977 wurden sie Vizemeister.
Des Weiteren traten Stroukoff und Kelley bei den Eiskunstlauf-Weltmeisterschaften 1976 in Göteborg an und belegten Rang 18. Ein Jahr später, 1977 in Tokio wurden sie Zwölfte. Bei den Olympischen Winterspielen 1976 in Innsbruck belegten sie im Eistanzen Rang 17.
Nach seiner aktiven Karriere arbeitete Stroukoff als Trainer, häufig auch zusammen mit seiner ehemaligen Partnerin Kelley.

## Ergebnisse

### Eistanz
(mit Susan Kelley)
| Wettbewerb/Jahr                  | 1976 | 1977 | 1978 |
| -------------------------------- | ---- | ---- | ---- |
| Olympische Winterspiele          | 17.  |      |      |
| Weltmeisterschaften              | 18.  | 12.  |      |
| US-amerikanische Meisterschaften | 3.   | 2.   | 3.   |